# ناتالیا دو لوکز
ناتالیا دو لوکز (انگلیسی: Natalia de Luccas؛ زادهٔ ۱۳ سپتامبر ۱۹۹۶) شناگر اهل برزیل است.
وی در مسابقات کشوری و بین‌المللی در مجموع برندهٔ ۱ مدال نقره و ۳ مدال برنز شده‌است.